# Vestiaria (Portugal)
Vestiaria is een plaats (freguesia) in de Portugese gemeente Alcobaça en telt 1 262 inwoners (2001).